# Margot Klestil-Löffler
Margot Klestil-Löffler (Dobersberg, Baja Austria; 4 de marzo de 1954) es una diplomática austriaca, ex primera dama de Austria de 1998 a 2004 y viuda de Thomas Klestil, expresidente federal de Austria. Trabajó como embajadora de Austria en la República Checa de 2004 a 2009 y embajadora en Rusia de 2009 a 2014. Trabajó como enviada a Rusia bajo la dirección de la ministra de Relaciones Exteriores Karin Kneissl desde 2018.

## Primeros años y carrera
Margot Löffler nació en Dobersberg, Baja Austria. Sus padres, Karl y Gerda Löffler, eran agricultores. Habla alemán, inglés, francés, ruso y checo.
Después de su carrera diplomática en Moscú y Bangkok, Löffler se incorporó a la oficina de Thomas Klestil, quien en ese momento era secretario general del Ministerio de Relaciones Exteriores de Austria. Cuando Thomas Klestil se postuló para la presidencia en 1992, ella dirigía su campaña electoral.

## Primera dama de Austria
Durante su primer mandato, se hizo público que Klestil y Löffler tenían una historia de amor. Klestil se divorció de su primera esposa Edith y se casó con Margot Löffler el 23 de diciembre de 1998. Ella se convirtió en la primera dama del país, pero continuó su trabajo en el Ministerio de Relaciones Exteriores, lo que llevó a la extraña situación de que ocupaba un puesto más alto que su exjefa, la ministra de Relaciones Exteriores Benita Ferrero-Waldner, en visitas de estado u otras ocasiones oficiales.
Cuando Thomas Klestil murió en el cargo el 6 de julio de 2004, sus dos esposas asistieron al funeral celebrado en la Catedral de San Esteban en Viena. El arzobispo católico de Viena, el cardenal Christoph Schönborn, dio la bienvenida primero a Edith Klestil.

## Carrera posterior
Tras la muerte de su marido Klestil-Löffler fue nombrada embajadora de Austria en la República Checa. De diciembre de 2009 a diciembre de 2014, fue embajadora de Austria en la Federación de Rusia.